# 그로세스 바넨호른
그로세스 바넨호른(독일어: Grosses Wannenhorn)은 스위스 발레주 피쉬 마을 근처에 있는 베른 알프스의 3,906m 산이다. 그것은 발리저 피셔회르너의 일부이다. 산은 서쪽의 알레치 빙하와 동쪽의 피셔 빙하를 구분한다.
그로세스 바넨호른은 바위가 많은 반면 남쪽에 있는 클라이네스 바넨호른은 다소 평평하다. 산의 동쪽은 빙하가 많이 낀 반면 서쪽은 빙원으로 인해 간헐적으로 부서지는 급경사이다.
이 산은 1864년 고트리브 슈투더와 팀이 처음 등정했다.